# Edvin Öhrström

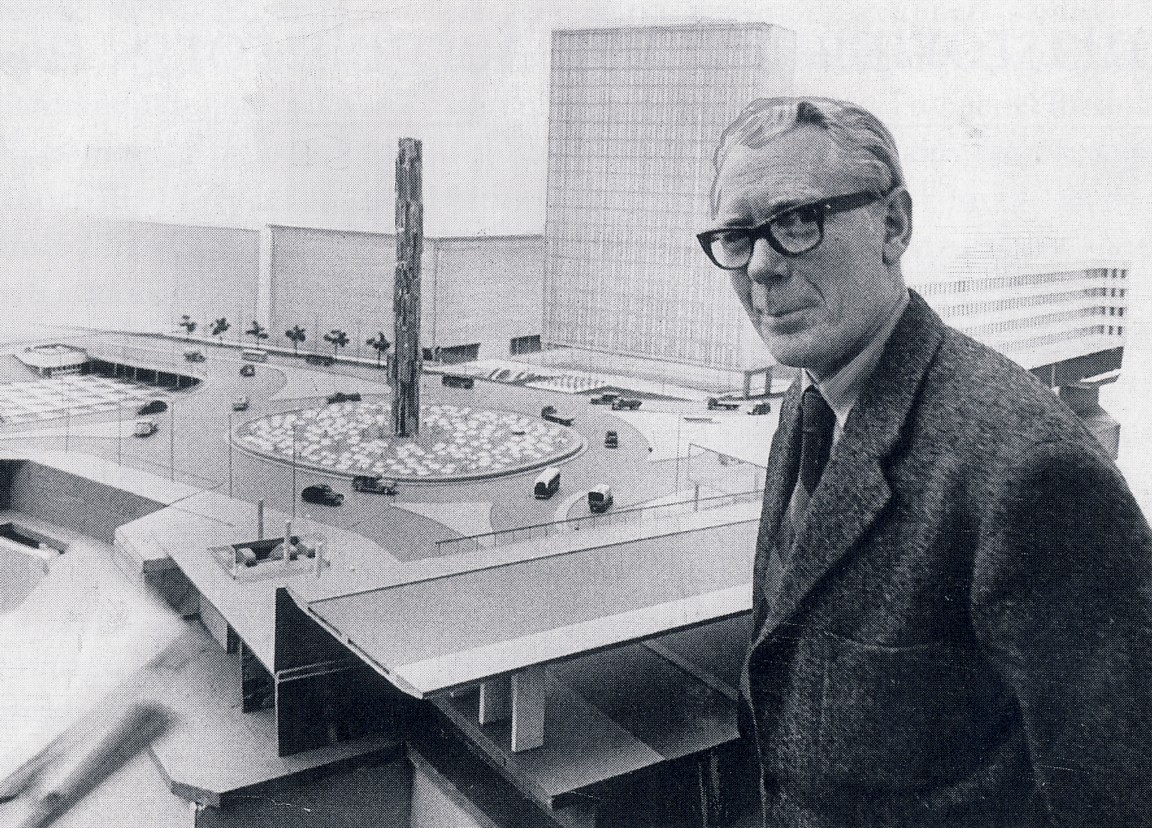
Edvin Öhrström przy modelu szklanego obelisku Kristallvertikalaccent w 1964

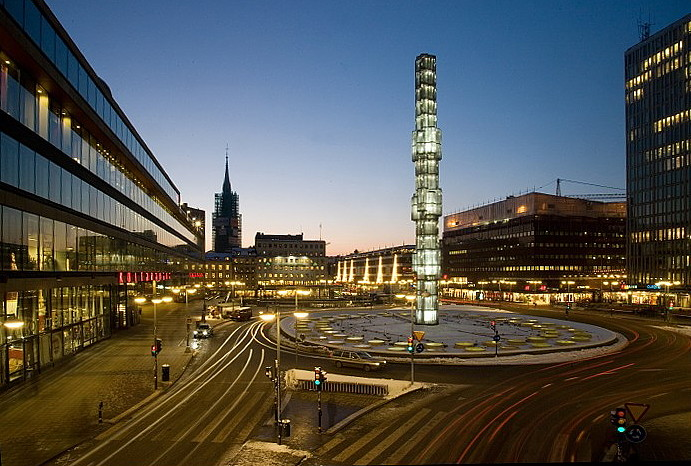
Rzeźba Kristallvertikalaccent na Sergels Torg w 2006

Karl Edvin Öhrström (ur. 22 sierpnia 1906 w Burlöv, zm. 2 grudnia 1994) – szwedzki rzeźbiarz tworzący w szkle.

## Życiorys
Wychował się w Halmstad, gdzie jego ojciec pracował jako rzemieślnik kolejowy. Od 1925 studiował w sztokholmskiej Tekniska skolan (szwedzka uczelnia artystyczna), którą ukończył w 1928. Wówczas rozpoczął trzyletnie studia na wydziale rzeźby w Kungliga Konsthögskolan (Królewskiej Szkole Artystycznej), jego wykładowcami byli m.in. Carl Milles i Nils Sjögren. W 1932 wyjechał do Paryża i wstąpił do Akademii Colarossiego, gdzie studiował u Charlesa Despiau. Równolegle uczęszczał do paryskiej Akademii Skandynawskiej oraz do Académie Moderne, gdzie wykładał Fernand Léger.
Od 1936 rozpoczął współpracę z Edwardem Haldem, który zaproponował mu tworzenie dla huty szkła artystycznego w Orrefors. Po dwudziestu dwóch latach Edvin Öhrström zakończył tworzenie dla Orrefors i rozpoczął współpracę z hutą Lindshammar w gminie Uppvidinge.
Sławę rzeźbiarzowi przyniósł Kristallvertikalaccent (Kryształowy Pionowy Akcent w Szkle i Stali), szklana rzeźba ustawiona w 1974 w centralnej części Sergels Torg w Sztokholmie. Jest to ważący 130 ton obelisk o wysokości 37,5 metra, złożony z 80 tysięcy pryzmatów szklanych wytopionych w hucie szkła Lindshammar w gminie Uppvidinge. Zgodnie z pierwotnym projektem od 1993 konstrukcja jest od wewnątrz oświetlona.

## Odznaczenia
- Medal Księcia Eugeniusza (1979)[1]